# Léggyökér
A léggyökerek olyan gyökerek, amelyek részben vagy teljesen a földfelszín felett nőnek. Fő feladatuknak megfelelően légzőgyökereknek, tapadógyökereknek, támasztógyökereknek, hausztoriális vagy szaporítógyökereknek nevezik őket.
Különféle növényfajoknál találhatók meg:
- epifita növények, vagyis olyanok, amelyek más növényt használnak támasztékként anélkül, hogy élősködnének. Ide tartoznak az orchideafélék és bizonyos broméliák, például a szakállbromélia.
- trópusi mocsári növények vagy a mangroveerdőben növő növények.
- egyes trópusi fák, például a banyánok és más fügefák.
- mérsékelt égövi esőerdők fáinál, mint például a pohutukawa (Metrosideros robusta) Új-Zélandon.
- kúszónövények, például a borostyán vagy a mérges szömörce (Toxicodendron radicans)
- parazita növények, mint a fehér fagyöngy.

## Típusai

### „Fojtogató fügefa”

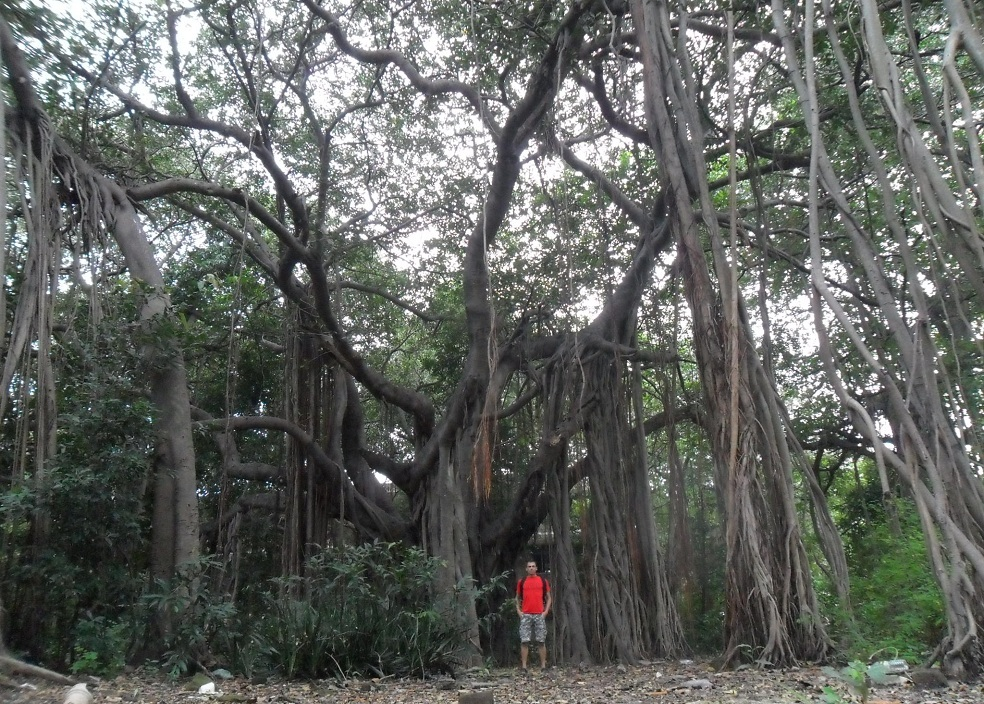
Léggyökerek az indiai banyánfánál

Az indiai banyánfa egy olyan fojtogató füge példája, amely epifitonként kezdi meg életét egy másik fa koronájában. Gyökereik a föld felé és a gazdanövény szára körül nőnek, körbefonnak mindent, ami útjukba esik, majd elérve a talajt behatolnak abba és növekedésük ezután felgyorsul. Idővel a gyökerek támasztógyökerekké válnak és áltörzset alkotnak, ami azt a látszatot keltheti, hogy megfojtja a gazdanövényt.
Amikor a gazdafa elpusztul, szövetei végül eltűnnek és egyetlen nyoma egy hatalmas üreg a fojtogató fügefán belül. Ez az üreg néha akkora méretű, hogy egy vagy több ember bele tud állni.

### Léggyökerek, mint a rögzítés eszköze
A közönséges borostyán egy nem élősködő növény, amely kis léggyökereket használ, hogy egy másik növényhez (például fához) vagy tárgyhoz (sziklákhoz vagy falhoz) rögzüljön.

### Pneumatoforok
A speciális gyökerek lehetővé teszik, hogy levegőt lélegezzenek azokon az élőhelyeken, ahol vizes talaj van. A gyökerek a szártól lefelé, vagy a tipikus gyökerektől felfelé nőhetnek. Egyes botanikusok ezeket inkább légzőgyökereknek, mint léggyökereknek nevezik, ha a talajból származnak.

### Hausztoriális gyökerek
Ezek a gyökerek parazita növényeknél találhatók meg, ahol a léggyökerek a gazdanövényhez tapadnak, mielőtt behatolnának a gazdanövény szöveteibe. A fehér fagyöngy jó példa erre.

### Szaporító gyökerek
Egyes növények indákat növesztenek, azaz egy, a talajjal vízszintes szárat, amelynek végén létrejön egy új növény, amely gyökeret ereszt. Ezzel eljutunk a növény fejlődésének nyomvonalához. Ilyen az eperfélék és a csokrosindák esete.

## Fordítás
- Ez a szócikk részben vagy egészben  az   Aerial root című angol Wikipédia-szócikk fordításán alapul.  Az eredeti cikk szerkesztőit annak laptörténete sorolja fel. Ez a jelzés csupán a megfogalmazás eredetét és a szerzői jogokat jelzi, nem szolgál a cikkben szereplő információk forrásmegjelöléseként.